# Theodore S. Hamerow
Theodore Stephen Hamerow (* 24. August 1920 in Warschau; † 16. Februar 2013 in Madison) war ein US-amerikanischer Historiker.

## Leben und Wirken
Hamerow lebte von 1921 bis 1924 in Deutschland und von 1924 bis 1930 in Polen. Seine Eltern waren Mitglieder der jiddischen Theatergruppe von Wilna. 1930 emigrierten sie in die USA. Hamerow studierte an der Columbia University und der Universität Yale. 1951 promovierte er in Geschichte bei Hajo Holborn. Von 1952 bis 1958 lehrte er Europäische und Deutsche Geschichte an der University of Illinois und von 1958 bis 1991 an der University of Wisconsin, zuletzt als G. P. Gooch Professor of History. Als Fulbright Research Scholar forschte er von 1962 bis 1963 in Deutschland. Von 1973 bis 1976 war er Vorsitzender des Department of History an der University of Wisconsin. 1978 war er Vorsitzender der Modern European History Section der American Historical Association. Sein Forschungsschwerpunkt liegt auf der deutschen Geschichte des 19. und 20. Jahrhunderts.
In Deutschland wurde er vor allem durch sein Buch über die Attentäter des 20. Juli 1944 bekannt, das einzige Buch von Hamerow, das bisher ins Deutsche übersetzt wurde (Die Attentäter: Der 20. Juli. Von der Kollaboration zum Widerstand. 1999, Taschenbuch 2004). Ins Deutsche übersetzt wurde auch sein Aufsatz Die Wahlen zum Frankfurter Parlament für den von Ernst-Wolfgang Böckenförde herausgegebenen Sammelband Moderne deutsche Verfassungsgeschichte.

## Schriften (Auswahl)
- Die Attentäter. Der 20. Juli – von der Kollaboration zum Widerstand. München: Beck, 1999 (zuerst engl. 1997).
- Hrsg. mit David Wetzel: International politics and German history. The past informs the present. Westport, Conn./London: Praeger, 1997.
- Otto von Bismarck. A historical assessment. Boston: Heath, 1962.
- Restoration, revolution, reaction. Economics and politics in Germany 1815–1871. Princeton: Princeton University Press, 1958.